# (5255) Johnsophie
(5255) Johnsophie ist ein Asteroid des Hauptgürtels, der am 19. Mai 1988 von Eleanor Helin am Palomar-Observatorium in Kalifornien entdeckt wurde.
Benannt wurde er zum Gedenken an John und Sophie Karayusuf, den Eltern von Alford Karayusuf, einem Freund der Entdeckerin. Unter dem sternenreichen Himmel der syrischen Wüste inspirierten sie ihre Kinder, die Sterne und Planeten zu studieren.